# Villosa trabalis
Villosa trabalis är en musselart som först beskrevs av Conrad 1834.  Villosa trabalis ingår i släktet Villosa och familjen målarmusslor. IUCN kategoriserar arten globalt som akut hotad. Inga underarter finns listade i Catalogue of Life.